# Campeonato de Fútbol Playa de Concacaf de 2013
El Campeonato de Fútbol Playa de Concacaf de 2013 fue la quinta edición oficial entre selecciones de fútbol playa organizada por la Concacaf, en el que dos equipos clasificaron a la Copa Mundial de Fútbol Playa FIFA 2013 que se celebró en Tahití. El certamen se desarrolló en la ciudad de Nasáu, Bahamas, del 8 al 12 de mayo. La selección de los Estados Unidos fue la ganadora por segunda ocasión en la historia del evento regional, mientras que El Salvador se ubicó en el segundo puesto y también logró la clasificación a la copa del mundo.

## Participantes
La selección de Guyana estaba inscrita para el evento, pero se retiró por cuestiones administrativas. En cursiva, los países debutantes.
| Equipos participantes | Equipos participantes | Equipos participantes |
| --------------------- | --------------------- | --------------------- |
| Bahamas               | Estados Unidos        | Puerto Rico           |
| Canadá                | Guatemala             | Trinidad y Tobago     |
| Costa Rica            | Jamaica               | Guyana (Se retiró)    |
| El Salvador           | México                |                       |

## Sistema de competición
Los diez equipos participantes fueron divididos en un grupo de cuatro integrantes (A) y dos de tres integrantes (C), los cuales jugaron todos contra todos. Los primeros lugares de cada grupo avanzaron a la segunda fase, junto al mejor segundo puesto. En cuanto a los grupos B y C, hubo un juego extra entre los que ocuparon el segundo y tercer puesto, para equiparar el número de juegos con respecto al grupo A. En la segunda fase los cuatro equipos clasificados fueron emparejados y jugaron por eliminación directa. Los ganadores de cada juego clasificaron a la copa del mundo y definieron al campeón del certamen. También existieron partidos entre los conjuntos que no clasificaron a la segunda fase para definir las demás posiciones del torneo.

## Primera fase

### Grupo A
| Equipo         | Pts | PJ | PG | PG+ | PP | GF | GC | Dif |
| -------------- | --- | -- | -- | --- | -- | -- | -- | --- |
| Estados Unidos | 9   | 3  | 3  | 0   | 0  | 19 | 4  | 15  |
| Bahamas        | 6   | 3  | 2  | 0   | 1  | 15 | 13 | 2   |
| Guatemala      | 3   | 3  | 1  | 0   | 2  | 14 | 11 | 3   |
| Puerto Rico    | 0   | 3  | 0  | 0   | 3  | 3  | 23 | -20 |

| 8 de mayo | Estados Unidos                                                  | 5 : 2                     | Guatemala                       | Malcom's Park, Nasáu, Bahamas |  |
|           | Perera 7' (1) 1' (1) 1' (3) · Leopoldo 7' (1) · Taguinod 3' (3) | ( 3:1, 0:1, 2:1 ) Reporte | Suriano 10' (1) · Veliz 10' (2) |                               |  |

| 8 de mayo | Puerto Rico   | 1 : 9                     | Bahamas | Malcom's Park, Nasáu, Bahamas |  |
|           | Torres 0' (1) | ( 1:2, 0:3, 0:4 ) Reporte | St. Fleur 0' (1) 8' (2) 1' (3) · Williams 6' (1) · Jean 5' (2) · Daniels 2' (2) · Joseph 9' (3) 2' (3) · Forbes 8' (3) |                               |  |

| 9 de mayo | Estados Unidos                                                        | 5 : 0                     | Puerto Rico | Malcom's Park, Nasáu, Bahamas |  |
|           | Toth 4' (1) · Perera 8' (3) 5' (3) · Nakazawa 4' (3) · Enfield 2' (3) | ( 1:0, 0:0, 4:0 ) Reporte |             |                               |  |

| 9 de mayo | Bahamas                                              | 4 : 3                     | Guatemala                                        | Malcom's Park, Nasáu, Bahamas |  |
|           | Daniels 10' (1) · Jean 7' (2) 1' (3) · Hanna 11' (3) | ( 1:1, 1:1, 2:1 ) Reporte | González 5' (1) · Samayoa 2' (2) · Pineda 8' (3) |                               |  |

| 10 de mayo | Guatemala | 9 : 2                     | Puerto Rico                     | Malcom's Park, Nasáu, Bahamas |  |
|            | Samayoa 11' (1) 8' (3) · Valencia 6' (1) 4' (2) 10' (3) · Suriano 10' (2) · Pineda 1' (2) · Pérez 7' (3) · Ramírez 1' (3) | ( 2:0, 3:1, 4:1 ) Reporte | Valencia 4' (2) · Torres 1' (3) |                               |  |

| 10 de mayo | Bahamas                            | 2 : 9                     | Estados Unidos | Malcom's Park, Nasáu, Bahamas |  |
|            | St. Fleur 0' (1) · Christie 8' (3) | ( 1:2, 0:4, 1:3 ) Reporte | Perera 7' (1) 9' (2) 4' (3) · Valentine 5' (1) · Taguinod 8' (2) 8' (2) · Chimienti 2' (2) 0' (3) · Meister 9' (3) |                               |  |

### Grupo B
| Equipo             | Pts | PJ | PG | PG+ | PP | GF | GC | Dif |
| ------------------ | --- | -- | -- | --- | -- | -- | -- | --- |
| México             | 9   | 2  | 2  | 0   | 0  | 19 | 1  | 18  |
| Trinidad y Tobago  | 6   | 3  | 1  | 0   | 2  | 11 | 17 | -6  |
| Canadá             | 6   | 3  | 1  | 0   | 2  | 8  | 20 | -12 |
| Guyana (Se retiró) | 0   | 3  | 1  | 0   | 2  | 8  | 20 | 0   |

| 8 de mayo | Guyana | 0 : 3 | México | Malcom's Park, Nasáu, Bahamas |  |

| 8 de mayo | Guyana | 0 : 3 | Canadá | Malcom's Park, Nasáu, Bahamas |  |

| 8 de mayo | México | 10 : 0                    | Canadá | Malcom's Park, Nasáu, Bahamas |  |
|           | M. Plata 9' (1) 5' (2) 10' (3) 10' (3) · A. Rodríguez 4' (1) 3' (1) 7' (3) · G. Rosales 7' (2) · J. Rodríguez 3' (3) · R. Villalobos 2' (3) | ( 3:0, 2:0, 5:0 ) Reporte |        |                               |  |

| 9 de mayo | México | 9 : 1                     | Trinidad y Tobago | Malcom's Park, Nasáu, Bahamas |  |
|           | A. Rodríguez 2' (1) 4' (3) · R. Villalobos 2' (1) 1' (2) · M. Plata 1' (1) 4' (3) · G. Rosales 1' (1) · J. Rodríguez 7' (2) · F. Cati 4' (2) | ( 4:0, 3:1, 2:0 ) Reporte | Bobb 10' (2)      |                               |  |

| 10 de mayo | Canadá                                                                                            | 8 : 5                     | Trinidad y Tobago                                          | Malcom's Park, Nasáu, Bahamas |  |
|            | Yannick 6' (1) 4' (1) 6' (2) 0' (2) · Lachambre 4' (2) · Aoun 9' (3) · Djamel 5' (3) · Kyt 2' (3) | ( 2:2, 3:2, 3:1 ) Reporte | Apoo 10' (1) 4' (2) · Bobb 6' (1) 4' (3) · McDougal 4' (2) |                               |  |

| 10 de mayo | Canadá | 0 : 5                     | Trinidad y Tobago                                        | Malcom's Park, Nasáu, Bahamas |  |
|            |        | ( 0:2, 0:0, 0:3 ) Reporte | Apoo 10' (1) 9' (1) 6' (3) · Bailey 9' (3) · Bobb 7' (3) |                               |  |

| 10 de mayo | Guyana | 0 : 3 | Trinidad y Tobago | Malcom's Park, Nasáu, Bahamas |  |

### Grupo C
| Equipo      | Pts | PJ | PG | PG+ | PP | GF | GC | Dif |
| ----------- | --- | -- | -- | --- | -- | -- | -- | --- |
| Costa Rica  | 5   | 2  | 1  | 1   | 0  | 15 | 8  | 7   |
| El Salvador | 6   | 3  | 2  | 0   | 1  | 20 | 18 | 2   |
| Jamaica     | 0   | 3  | 0  | 1   | 2  | 9  | 18 | -9  |

| Clasificado como Mejor Segundo Lugar |

| 8 de mayo | El Salvador                                                                         | 7 : 2                     | Jamaica                        | Malcom's Park, Nasáu, Bahamas |  |
|           | Torres 8' (1) 3' (3) · Ruiz 7' (1) 9' (3) · Robles 3' (2) · Velásquez 2' (2) 4' (3) | ( 2:0, 2:2, 3:0 ) Reporte | Simpson 6' (2) · Peddie 4' (2) |                               |  |

| 9 de mayo | Costa Rica                                   | 3 : 3 (2 : 1 p.)               | Jamaica                                 | Malcom's Park, Nasáu, Bahamas |  |
|           | Mora 4' (1) · Brenes 4' (2) · Mendoza 3' (3) | ( 1:0, 1:3, 1:0, 0:0 ) Reporte | Anderson 11' (2) 0' (2) · Peddie 3' (2) |                               |  |
|           |                                              | Tiros desde el punto penal     |                                         |                               |  |
|           | Mendoza · Pacheco                            |                                | Peddie · Anderson                       |                               |  |

| 10 de mayo | El Salvador                                                        | 5 : 12                    | Costa Rica | Malcom's Park, Nasáu, Bahamas |  |
|            | Velásquez 7' (1) · Torres 11' (2) 1' (2) · Hernández 1' (2) 5' (2) | ( 1:1, 4:6, 0:5 ) Reporte | Mendoza 7' (1) 8' (2) 3' (3) · Pacheco 11' (2) 5' (2) 6' (3) 0' (3) · López 7' (2) 6' (2) · Mora 4' (2) · Mena 5' (3) · Johnson 2' (3) |                               |  |

| 10 de mayo | El Salvador                                                                                             | 8 : 4                     | Jamaica                                             | Malcom's Park, Nasáu, Bahamas |  |
|            | Robles 2' (1) 1' (2) 3' (3) · Batres 9' (2) · Velásquez 5' (2) 4' (3) · Torres 9' (3) · Membreño 3' (3) | ( 1:0, 3:3, 4:1 ) Reporte | Peddie 7' (2) 7' (2) · Simpson 0' (2) · Neil 9' (3) |                               |  |

## Segunda fase

### Noveno lugar
| 11 de mayo | Jamaica                                                                                               | 6 : 3                     | Puerto Rico                                  | Malcom's Park, Nasáu, Bahamas |  |
|            | Planter 9' (1) · Wilson 7' (1) · Benjamín 4' (1) 0' (3) · Carlos Vendrell 4' (1) (a.g.) · Reid 7' (3) | ( 4:1, 0:0, 2:2 ) Reporte | Ortiz 9' (1) · Rivera 11' (3) · Matos 1' (3) |                               |  |

### Séptimo lugar
| 11 de mayo | Trinidad y Tobago                                            | 4 : 3                     | Canadá                      | Malcom's Park, Nasáu, Bahamas |  |
|            | Yannick 8' (2) · Aoun 7' (2) · Babineau 3' (2) · Apoo 5' (3) | ( 0:1, 3:1, 1:1 ) Reporte | Hislop 7' (1) 5' (2) 4' (3) |                               |  |

### Quinto lugar
| 12 de mayo | Bahamas                                                                        | 6 : 6 (0 : 1 p.)               | Guatemala                                                                          | Malcom's Park, Nasáu, Bahamas |  |
|            | Jean 11' (1) · Williams 9' (2) 2' (3) · Hanna 4' (2) 0' (t.s.) · Forbes 5' (3) | ( 1:1, 2:1, 2:3, 1:1 ) Reporte | Veliz 2' (1) · González 2' (2) 5' (3) 0' (t.s.) · Zaldaña 9' (3) · Valencia 7' (3) |                               |  |
|            |                                                                                | Tiros desde el punto penal     |                                                                                    |                               |  |
|            | Jean                                                                           |                                | Samayoa                                                                            |                               |  |

## Semifinales
|  | Semifinales        | Semifinales |   |            | Final                 | Final      |  |
|  | 11 de mayo         | 11 de mayo  |   |            | 12 de mayo            | 12 de mayo |  |
|  |                    |             |   |            |                       |            |  |
|  |                    |             |   |            |                       |            |  |
|  | Costa Rica         | 3           |   |            |                       |            |  |
|  | Estados Unidos     | 4           |   |            |                       |            |  |
|  |                    |             |   |            |                       |            |  |
|  |                    |             |   |            |                       |            |  |
|  |                    |             |   |            | Estados Unidos (t.s.) | 5          |  |
|  |                    | El Salvador | 4 |            |                       |            |  |
|  |                    |             |   |            |                       |            |  |
|  |                    |             |   |            |                       |            |  |
|  |                    |             |   |            | Tercer lugar          |            |  |
|  |                    |             |   |            |                       |            |  |
|  | México             | 3 (0)       |   | Costa Rica | 7                     |            |  |
|  | El Salvador (pen.) | 3 (1)       |   |            | México                | 8          |  |

| 11 de mayo | Costa Rica                                      | 3 : 4                     | Estados Unidos                                                         | Malcom's Park, Nasáu, Bahamas |  |
|            | Pacheco 10' (1) · López 0' (1) · Mendoza 7' (3) | ( 2:1, 0:3, 1:0 ) Reporte | Perera 0' (1) · Farberoff 9' (2) · Valentine 8' (2) · Chimienti 6' (2) |                               |  |

| 11 de mayo | México                                                      | 3 : 3 (0 : 1 p.)               | El Salvador                                      | Malcom's Park, Nasáu, Bahamas |  |
|            | J. Rodríguez 4' (1) · A. Rodríguez 2' (3) · M. Plata 0' (3) | ( 1:0, 0:1, 2:2, 0:0 ) Reporte | Robles 2' (2) · Torres 9' (3) · Velásquez 2' (3) |                               |  |
|            |                                                             | Tiros desde el punto penal     |                                                  |                               |  |
|            | R. Villalobos                                               |                                | Torres                                           |                               |  |

### Tercer lugar
| 12 de mayo | Costa Rica                                                                          | 7 : 8                     | México | Malcom's Park, Nasáu, Bahamas |  |
|            | Pacheco 10' (1) 2' (2) 11' (3) · Mora 6' (2) 11' (3) · López 5' (2) · Brenes 6' (3) | ( 1:3, 3:2, 3:3 ) Reporte | M. Plata 9' (1) · O. Cervantes 8' (1) · A. Rodríguez 5' (1) 11' (2) · R. Villalobos 6' (2) 1' (3) · J. Rodríguez 8' (3) · F. Cati 2' (3) |                               |  |

### Final
| 12 de mayo | Estados Unidos                                                      | 5 : 4                          | El Salvador                                                     | Malcom's Park, Nasáu, Bahamas |  |
|            | Valentine 6' (1) · Futagaki 4' (1) 9' (2) · Perera 6' (3) 0' (t.s.) | ( 2:2, 1:1, 1:1, 1:0 ) Reporte | Robles 10' (1) · Ruiz 0' (1) · Zavala 6' (2) · Velásquez 9' (3) |                               |  |

|                                       |
|                                       |
| Campeón Estados Unidos Segundo título |

## Tabla general
| Pos. | Equipo            | Pts | PJ | PG | PG+ | PP | GF | GC | Dif |
| ---- | ----------------- | --- | -- | -- | --- | -- | -- | -- | --- |
| 1    | Estados Unidos    | 14  | 5  | 4  | 1   | 0  | 28 | 11 | 17  |
| 2    | El Salvador       | 8   | 5  | 2  | 1   | 2  | 27 | 26 | 1   |
| 3    | México            | 8   | 4  | 2  | 1   | 1  | 29 | 11 | 18  |
| 4    | Costa Rica        | 5   | 4  | 1  | 1   | 2  | 25 | 20 | 5   |
| 5    | Guatemala         | 5   | 4  | 1  | 1   | 2  | 20 | 17 | 3   |
| 6    | Bahamas           | 6   | 4  | 2  | 0   | 3  | 21 | 19 | 2   |
| 7    | Trinidad y Tobago | 6   | 4  | 2  | 0   | 2  | 15 | 20 | -5  |
| 8    | Canadá            | 3   | 4  | 1  | 0   | 3  | 11 | 24 | -13 |
| 9    | Jamaica           | 3   | 4  | 1  | 1   | 2  | 15 | 21 | -6  |
| 10   | Puerto Rico       | 0   | 4  | 0  | 0   | 4  | 6  | 29 | -23 |

## Clasificados alMundial de Fútbol Playa 2013
| Bandera de Estados Unidos | Bandera de El Salvador |
| Estados Unidos            | El Salvador            |